# S Homerem přijde zákon
S Homerem přijde zákon (v anglickém originále Poppa's Got a Brand New Badge) je 22. díl 13. řady (celkem 291.) amerického animovaného seriálu Simpsonovi. Scénář napsal Dana Gould a díl režíroval Pete Michels. V USA měl premiéru dne 22. května 2002 na stanici Fox Broadcasting Company a v Česku byl poprvé vysílán 30. prosince 2003 na stanici ČT1.

## Děj
Springfield se nachází uprostřed obrovské vlny veder. V každé budově ve městě je nainstalováno velké klimatizační zařízení. To však odebírá velké množství energie ze Springfieldské jaderné elektrárny. Navzdory bezpečnostním opatřením, která pan Burns přijal (odpojení napájení sirotčince), jede elektrárna na plný výkon. Doma, bez klimatizačního zařízení, Simpsonovi musí používat větrák. Homer se rozhodne, že si zimu připomenou tím, že zapojí do elektřiny sošku tančícího Santa Clause. Tím elektrárnu přetíží a způsobí výpadek proudu v celém městě. Poté, co Lenny a Carl omylem nabourají auty do obchodu bez aktivního alarmu a rozhodnou se ho vyrabovat, dojde k rozsáhlým nepokojům a rabování. Policie se snaží zasáhnout, ale je bezmocná, aby masivní vlnu zločinu zastavila. 
Druhý den je Springfield zpustošen vlnou zločinu. Starosta Quimby se rozhodne jednat a vytvoří speciální policejní výbor. V domě Simpsonových někdo ukradne Lízinu sbírku Malibu Stacy. Homer se rozhodne jednat tím, že ji bude hledat. Najde pachatele, Jimba Jonese, a později překazí loupež, kterou provede Haďák v Kwik-E-Martu. Projde si velmi dlouhý seznam svých předchozích zaměstnání, během něhož si Marge nasadí natáčky do vlasů, a rozhodne se, že se mu líbí myšlenka spojit svou lásku k pomáhání a ubližování lidem. Homer si založí vlastní bezpečnostní firmu s názvem Springštít. Přestože v ní pracují pouze Homer, Lenny a Carl, je efektivnější a úspěšnější než Springfieldské policejní oddělení. Když Quimby vidí náčelníka Wigguma, jak se se zavázanýma očima snaží brokovnicí zastřelit piñatu, propustí Wigguma a v záchvatu vzteku udělá Homera šéfem policie. 
Poté, co zastaví jednu z akcí Tlustého Tonyho, Homer prakticky zbaví Springfield zločinu. Tlustý Tony však uteče a přísahá, že Homera zabije, pokud neopustí město. Homer není schopen získat ochranu od občanů, které chrání (přihlásí se pouze Ned Flanders, ale Homer jeho nabídku ignoruje), a tak se Lenny a Carl zavřou do vězeňské cely. Když Homer neodchází, přijíždí Tlustý Tony s několika svými poskoky (včetně Johnnyho „Kamennýho Ksichtu“) a také s mafiánskými svalovci – postavami ze seriálu Rodina Sopránů. Těsně předtím, než se chystají Homera zabít, neviditelný odstřelovač mafiány postřelí, zraní je a donutí k útěku. Homer je opět v bezpečí, rezignuje na funkci policejního šéfa a nabídne místo prvnímu, kdo se objeví, což je Wiggum (který poznamená, že stejným způsobem se stal šéfem on). Když mu Marge poděkuje za záchranu Homera, Wiggum řekne, že nikoho nezastřelil, protože přišel o zbraň, odznak a málem i o služební auto. Neví, že tím, kdo Homera zachránil, byla Maggie, která na mafiány střílí z okna ze sportovní pušky se zaměřovačem.

## Produkce
Scénář k dílu napsal Dana Gould a režíroval ho Pete Michels. Poprvé byl odvysílán 22. května 2002 na stanici Fox ve Spojených státech. Nápad na tuto epizodu rovněž předložil Gould, jenž se právě přestěhoval se svým manželem do jižní Kalifornie. Po nastěhování se rozhodli nainstalovat poplašný systém, protože, jak Gould vtipkoval, „policie nestačí“. „Příliš mnoho lidí vás chce zabít,“ doplnil. Při setkání s ostatními scenáristy Gould navrhl díl, v němž se Homer stane majitelem bezpečnostní agentury, z čehož se pak stala tato epizoda. Přestože showrunner Al Jean ji považoval za „velmi vtipnou“, první návrh epizody byl po společném čtení značně pozměněn. Během výpadku proudu Lenny a Carl omylem nabourají autem do obchodu, což způsobí vzpouru. Sekvenci vymyslel Gould, který byl po nepokojích v Los Angeles v roce 1992 „poněkud posedlý“ problematikou občanských nepokojů. V komentáři na DVD k epizodě řekl: „Miluji myšlenku: ‚Stačí, aby vypadl proud, a pomalu se rozpadá struktura společnosti.‘.“. Když se Homer snaží zjistit, kdo ukradl Lízin vůz Malibu Stacy, má za hlavního podezřelého Barta. Nevěda o Bartovi, který právě jí jablko, Homer říká Líze: „Podívej se na něj, támhle, jak jí to jablko. Co má v plánu?“. Původně měla scéna ukázat Homera podezírajícího Lízu, ale protože to vadilo dabérce postavy, Yeardley Smithové, byla scéna změněna. Americký herec Joe Mantegna si v epizodě zopakoval svou roli Tlustého Tonyho.
V další scéně epizody ukazuje Homer své rodině reklamu na svou bezpečnostní firmu. V ní je vidět příšera, která se vloupá do domu starší ženy. Když žena vykřikne, obrazovka zamrzne a na obrazovce se objeví Homer, jenž diváky poučí o telefonním čísle společnosti Springštít. Aby mohl režisér Michels Homera zakomponovat do obrazovky, využil zeleného plátna. Reklama pokračuje a monstrum je zkroceno Homerem, Lennym a Carlem. Zmatená příšera se obrátí na Homera a zeptá se: „Přítel?“, na což Homer odpoví: „Jediný přítel, kterého potřebuješ, je Springštít!“ a podrží před kamerou vizitku. Poté si příšera vloží vizitku do peněženky a řekne: „Příšera si ji vložila do peněženky.“. Poslední věta příšery byla napsána během jednoho z přepisů epizody, ale žádný ze scenáristů Simpsonových si ji nepřipisuje. Hláška se od té doby stala mezi scenáristy seriálu velmi oblíbenou; Jean o ní prohlásil, že je „velmi vtipná a pro televizní seriál neobvyklá“, a Gould ji považuje za svůj nejoblíbenější vtip ve všech dílech, které kdy napsal. Na konci epizody Maggie zachrání Homera tím, že zastřelí členy Tlustého Tonyho gangu puškou, což je odkaz na dvojdíl Kdo postřelil pana Burnse? z přelomu 6. a 7. série, v níž se nakonec ukáže, že Maggie zastřelila Burnse poté, co jí jeho zbraň padla do rukou. Scénu vymyslel spolutvůrce seriálu a výkonný producent James L. Brooks při psaní poznámek během prvního společného čtení epizody.
Zatímco díl Křeslo pro Homera byl původně považován za poslední epizodu sezóny, později se ukázalo, že S Homerem přijde zákon je skutečné finále řady. Ačkoli se nové epizody Simpsonových obvykle vysílají v neděli, tento díl byl odvysílán ve středu 22. května 2002. Dne 24. srpna 2010 byla epizoda vydána jako součást DVD a Blu-ray setu The Simpsons: The Complete Thirteenth Season. Na audiokomentáři k epizodě se podíleli Al Jean, Matt Selman, Carolyn Omineová, Dana Gould, Joe Mantegna a Pete Michels.

## Kulturní odkazy
V jedné scéně této epizody vypráví Homer Marge o všech svých zaměstnáních a odkazuje přitom na několik epizod seriálu. Podle Jeana byla tato scéna přidána při přepisování scénáře dílu. V další scéně se Homer ve springfieldském kostele pokouší získat společníky pro svou bezpečnostní firmu. Scéna je odkazem na americký western V pravé poledne z roku 1952, ačkoli hláška „Všichni mě znáte.“ byla převzata z amerického hororu Čelisti. Při návštěvě obchodu s oblečením Wooly Bully vede Homer rychlý, monotónní rozhovor s pokladní. Oba mluví podobně jako postavy v americkém televizním kriminálním seriálu z 50. let Dragnet, jehož byl Gould „velkým fanouškem“. Když si všimne, že jedna z jeho fretek má na sobě štěnici, Tlustý Tony jí řekne: „Nejsi domácí mazlíček ani přítel. Nejsi pro mě nic.“. Tato hláška paroduje podobný rozhovor mezi Michaelem a Fredem Corleonem v americkém filmu Kmotr II. Ke konci dílu jede Tlustý Tony k domu Simpsonových ve vozu, co vypadá jako bílý Dodge Caravan, zatímco se cestou objevují záběry Springfieldu. Scéna paroduje titulkovou sekvenci amerického televizního seriálu Rodina Sopránů a zazní v ní píseň „Woke Up This Morning“ od skupiny Alabama 3, která je použita i v titulcích seriálu Rodina Sopránů. Michels uvedl, že animace parodie byla „velmi zábavná“: „Jelikož jsem z New Jersey, byla to práce z lásky,“ řekl v komentáři k epizodě na DVD.
Anglický název epizody je odkazem na píseň Jamese Browna „Papa's Got A Brand New Bag“. Reklama na monstrum Springštít je parodií na postavu jezevce z The New Woody Woodpecker Show.

## Přijetí
V původním americkém vysílání získal díl podle agentury Nielsen Media Research rating 5,0, což znamená přibližně 5,3 milionu diváků. Epizoda se umístila na 53. místě ve sledovanosti v týdnu od 20. do 26. května 2002. Spolu s první půlhodinou pořadu Celebrity Boxing dosáhly tyto pořady průměrného ratingu 3,9 mezi dospělými ve věku 18–49 let, což televizi Fox posunulo na druhé místo v žebříčku sledovanosti za NBC. Některé seznamy neuvádějí tento pořad jako finále 13. řady, protože byl vysílán mimo pravidelný nedělní vysílací čas 20.00 EST; tyto seznamy uvádějí tento díl jako „speciální vysílání“ a místo něj uvádějí jako závěrečný díl 13. sezóny díl Křeslo pro Homera. 
Po vydání na DVD se epizoda setkala se smíšeným hodnocením kritiků. 
Ron Martin napsal pro 411Manii smíšené hodnocení a označil díl za „ucházející“. Uvedl, že je „daleko od zapamatovatelného finále, jakým by konec sezóny měl být“.
Colin Jacobson z DVD Movie Guide napsal: „Stejně jako mnoho epizod 13. řady, i tato působí více než trochu odvozeně.“. Epizodu popsal jako kombinaci dílu 4. řady Pan Pluhař a epizody 5. série Homer strážcem zákona. Dále napsal: „To neznamená, že seriál postrádá zábavnost, ale je příliš omílaný na to, aby zakončil rok skutečným vítězem.“.
Nate Boss z Project-Blu díl popsal jako „náhodnou epizodu, bez mnoha úsměvných momentů“, nicméně dodal, že „mohl být horší“.
Jennifer Malkowski z DVD Verdict udělila epizodě pozitivní hodnocení B+, přičemž za „vrchol dílu“ označila Homerův seznam s jeho povoláními.
Příznivě se vyjádřil i Stuart O'Connor píšící pro Screen Jabber, který díl označil za „prvotřídní epizodu“, a server Screen Rant jej označil za nejlepší epizodu 13. řady.